# St. Philippus und Jakobus (Schloßborn)

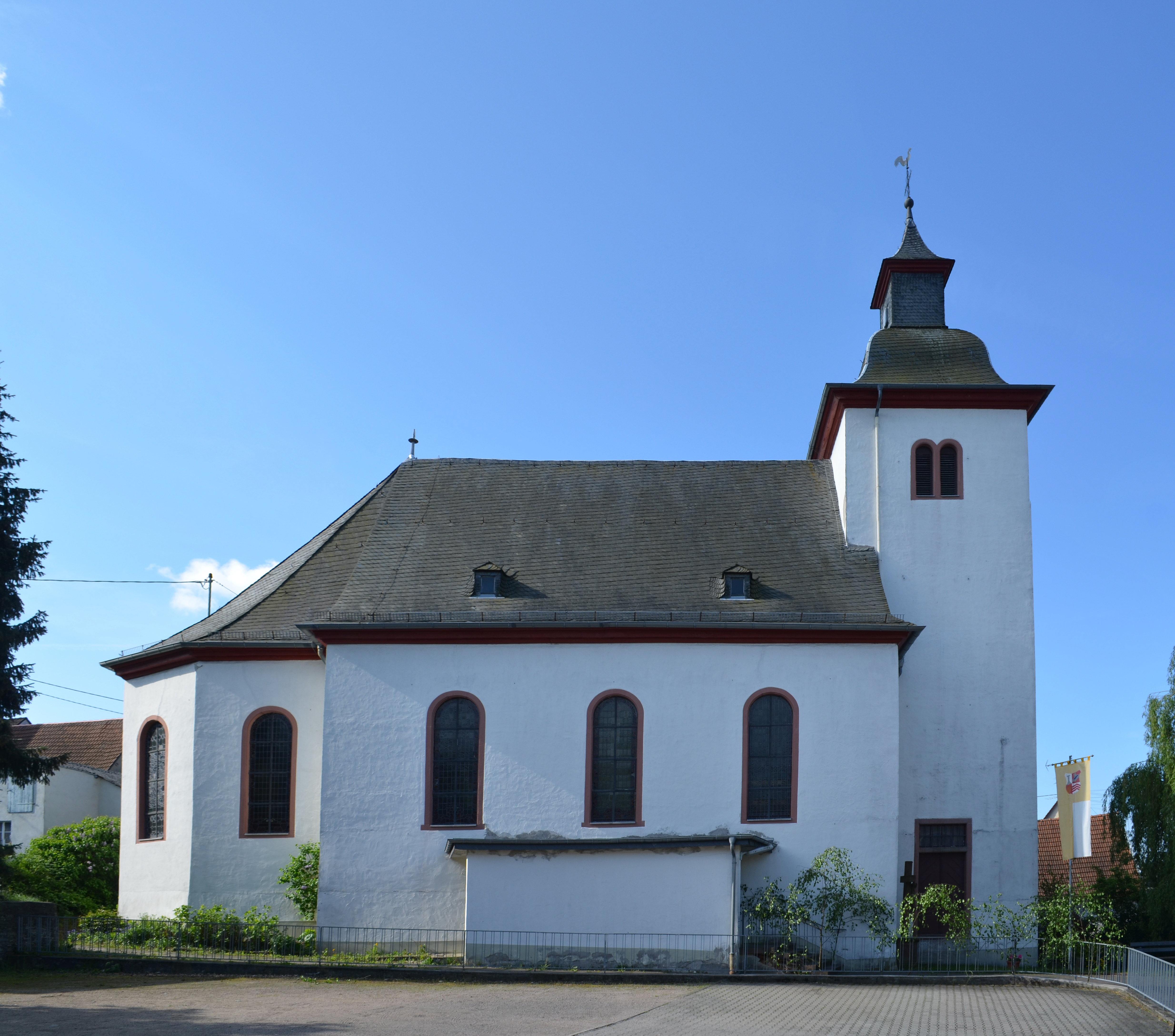
St. Philippus und Jakobus (Schloßborn), Bild von 2014

Die römisch-katholische, denkmalgeschützte Kirche St. Philippus und Jakobus steht in Schloßborn, einem Ortsteil der Gemeinde Glashütten im Hochtaunuskreis in Hessen. Die Kirche gehört zur Pfarrei Maria Himmelfahrt im Taunus des Bistums Limburg.

## Geschichte
In der Bardo-Urkunde von 1043 bestätigt der Erzbischof von Mainz, dass Willigis 980 eine Holzkirche bauen ließ, die durch den dänischen Bischof Staggo geweiht wurde. Im Jahre 1043 wird vom Mainzer Stephansstift eine neue Kirche aus Stein errichtet, geweiht durch den Mainzer Erzbischof Bardo. Diese Kirche wurde unter Lothar Franz von Schönborn im Jahre 1714 an derselben Stelle durch einen Neubau ersetzt, der am 28. Juni 1729 konsekriert wurde. Wegen des Zuwachses an Gemeindemitgliedern nach dem Zweiten Weltkrieg wurde die Kirche umgebaut und nach Süden um einen Anbau erweitert. Am 12. Mai 1958 wurde sie durch Wilhelm Kempf eingeweiht.

## Beschreibung
Die 1713 gebaute barocke Saalkirche hat einen eingezogenen, dreiseitig abgeschlossenen Chor im Osten des Kirchenschiffs. Der Dachboden des mit Dachgauben besetzten Satteldachs des Kirchenschiffs diente als Fruchtspeicher. Die Kirche wurde 1715 mit dem Anbau des Kirchturms im Westen vollendet. Sein oberstes Geschoss, das hinter den als Biforien gestalteten Klangarkaden den Glockenstuhl beherbergt, und die geschwungene Haube mit Laterne sind eine Ergänzung des frühen 19. Jahrhunderts. Die 14 Kreuzwegstationen, die in den Jahren 1924/25 in der Abtei Maria Laach aus Terrakotta angefertigt wurden, säumen die Seitenwände. Zwei lebensgroße, hölzerne Statuen, die Mutter Gottes mit Kind und den heiligen Florian darstellend, sind Werke des Cornelius Andreas Donett, sie stammen aus dem 1803 säkularisierten Kapuzinerkloster Königstein. Sie stehen neben dem Altar. Die künstlerische Ausgestaltung des neuen Innenraumes entsprechend den Vorgaben der Liturgiereform des Zweiten Vatikanischen Konzils erfolgte durch Jupp Jost. Die 1868 von Christian Friedrich Voigt  gebaute Orgel mit 17 Registern, 2 Manualen und einem Pedal wurde 1990 von Fischer & Krämer Orgelbau rekonstruiert.